# Périgord central
Der Périgord central ist eine traditionsreiche französische Landschaft im Zentrum und im Osten des Départements Dordogne. Hauptort ist die Stadt Périgueux in der Region Nouvelle-Aquitaine.

## Geographie

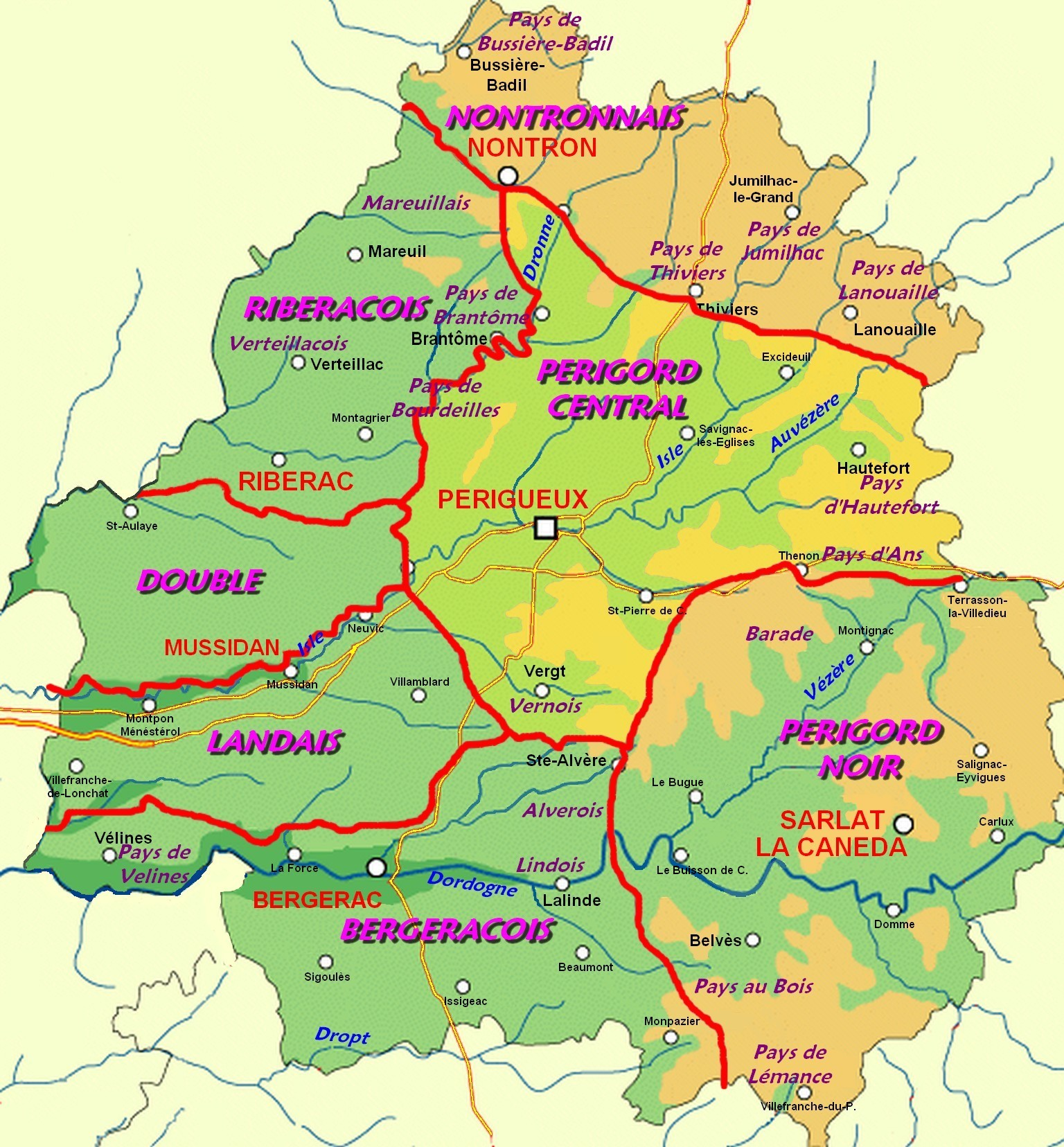
Lagekarte des Périgord central (in Gelb) im Département Dordogne

Der Périgord central bedeckt die Mitte und den Osten des Départements Dordogne.
Die Landschaft wird von folgenden Naturräumen umgeben:
- dem Nontronnais im Norden
- dem Briver Becken im Osten
- dem Périgord noir im Südosten
- dem Bergeracois im Süden
- dem Landais im Südwesten
- der Double im Westen
- dem Ribéracois im Nordwesten.

Weitere landschaftliche Unterteilungen innerhalb des Périgord central sind:
- das Pays d’Ans
- das Pays d’Hautefort
- das Pays de Bourdeilles
- das Pays de Brantôme
- das Vernois

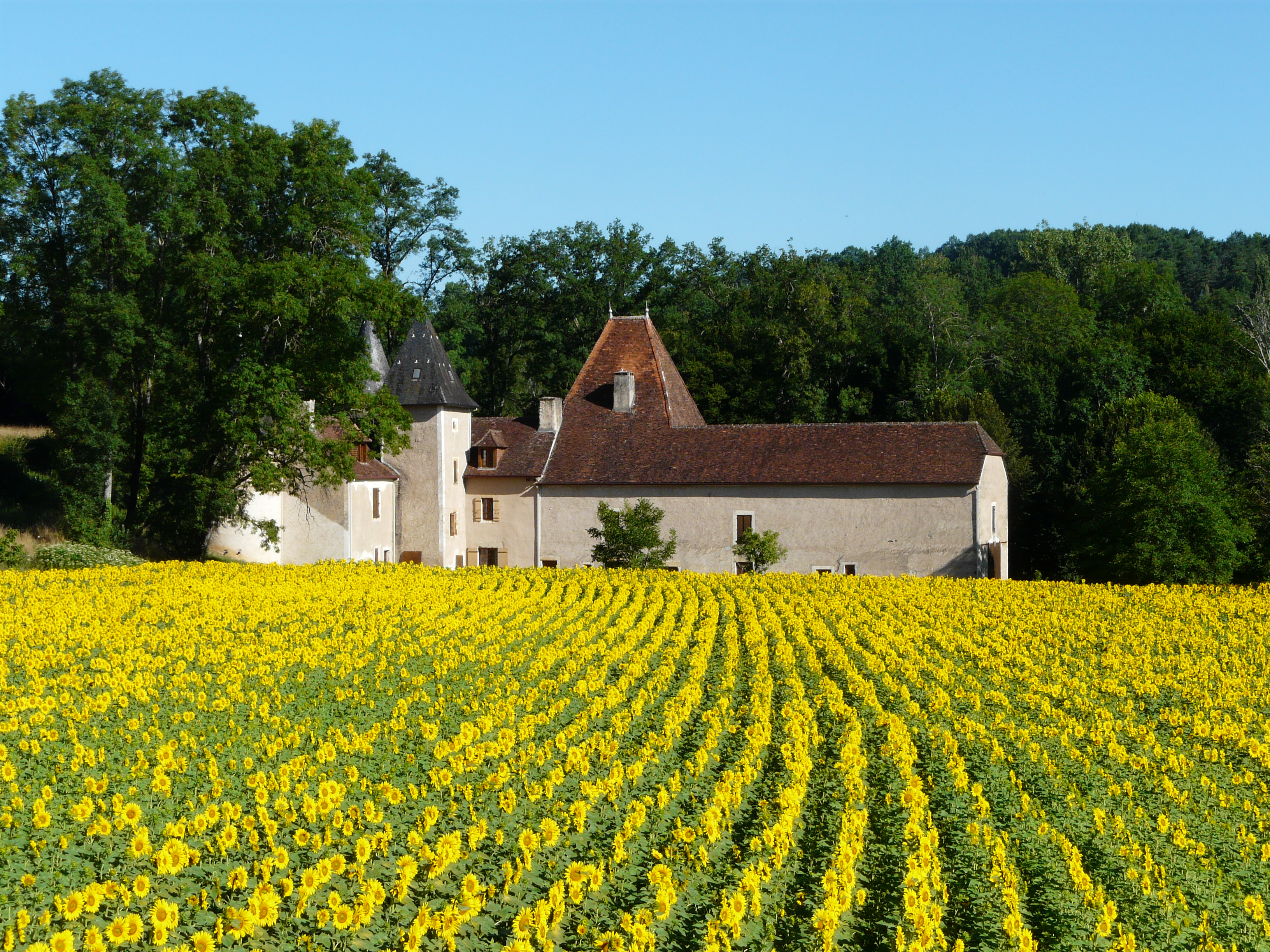
Das Manoir von La Farge bei Tourtoirac

Das Vernois oder auch Pays de Vergt liegt am Oberlauf des Vern und nimmt den Süden des Périgord central ein. Die Grenze zum Périgord noir weiter ostwärts werden vom Bach Manoire und der Gemeinde Le Lardin-Saint-Lazare gebildet. Die Ostgrenze werden vom Pays d’Ans und dem Pays d’Hautefort eingenommen. Bereits hinter der Gemeinde Coubjours beginnt dann das Briver Becken, geologisch jedoch noch vor Hautefort. Die Nordgrenze zum Nontronnais ist etwas ungenau. Sie verläuft in etwa entlang der Gemeinden Excideuil, Corgnac-sur-l’Isle, Saint-Jean-de-Côle und Saint-Front-la-Rivière und folgt in etwa der Randstörung des Massif Central. Die Dronne markiert die Nordwestgrenze des Périgord central.
Der Begriff Périgord central ist vom Begriff Périgord blanc klar zu unterscheiden, welcher vor allem in der Touristik verwendet  wird. Der Périgord blanc erstreckt sich auf die Umgebung von Périgueux, das Vernois sowie das Tal der Isle bis Montpon-Ménestérol, umfasst somit noch Teile der Double und des Landais.

### Verwaltung

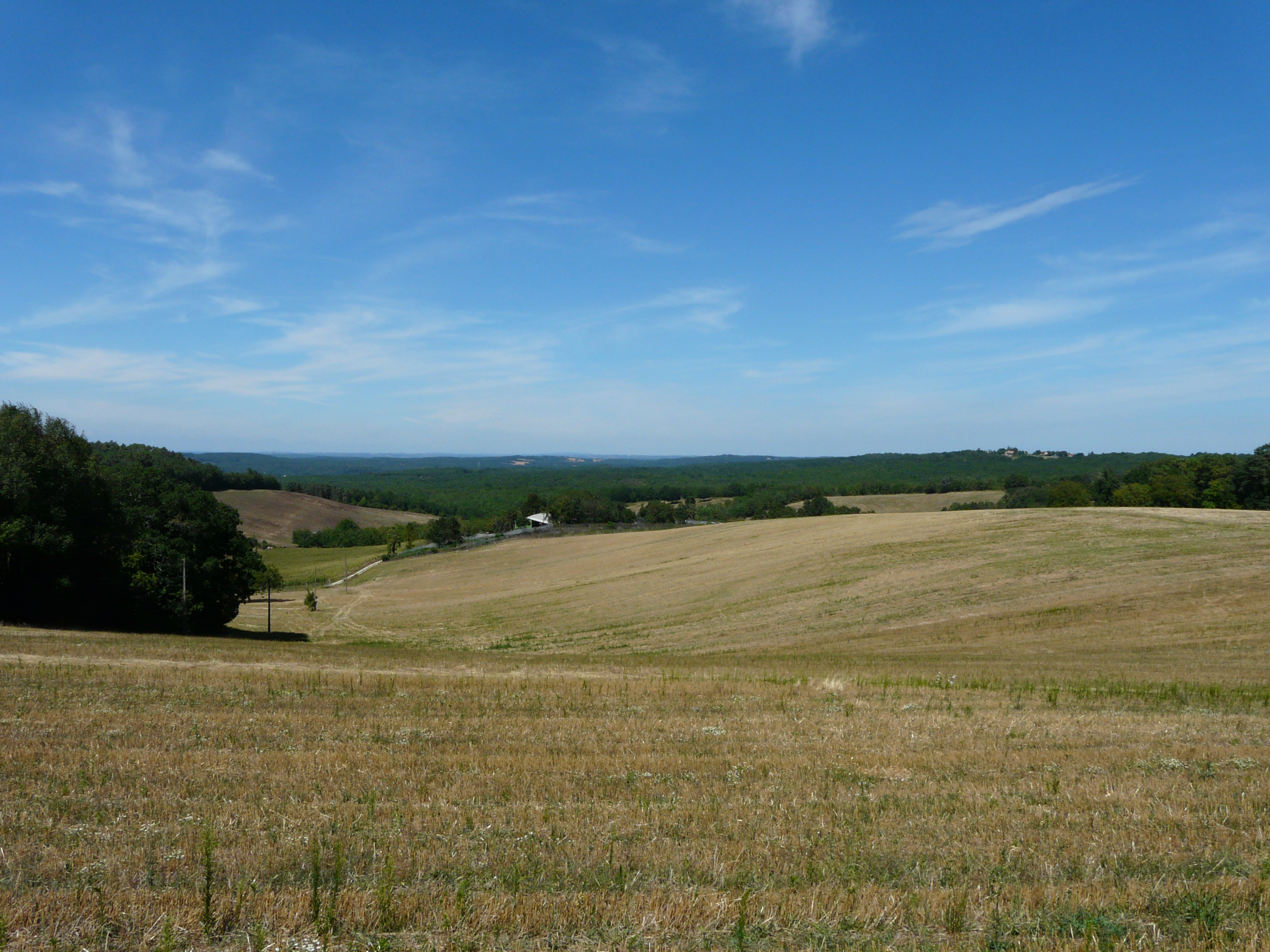
Die rollende Hügellandschaft des Périgord central bei Seylhiac

Verwaltungsmäßig entspricht der Périgord central im Wesentlichen dem gesamten Arrondissement Périgueux und dem Nordteil des Arrondissements Sarlat-la-Canéda.
Ferner befinden sich im Périgord central folgende Gemeindeverbände (Französisch communauté de communes):
- Communauté de communes Isle et Crempse en Périgord
- Communauté de communes Isle Double Landais
- Communauté de communes Isle Vern Salembre en Périgord

sowie der städtische Gemeindeverband Le Grand Périgueux.

## Hydrographie

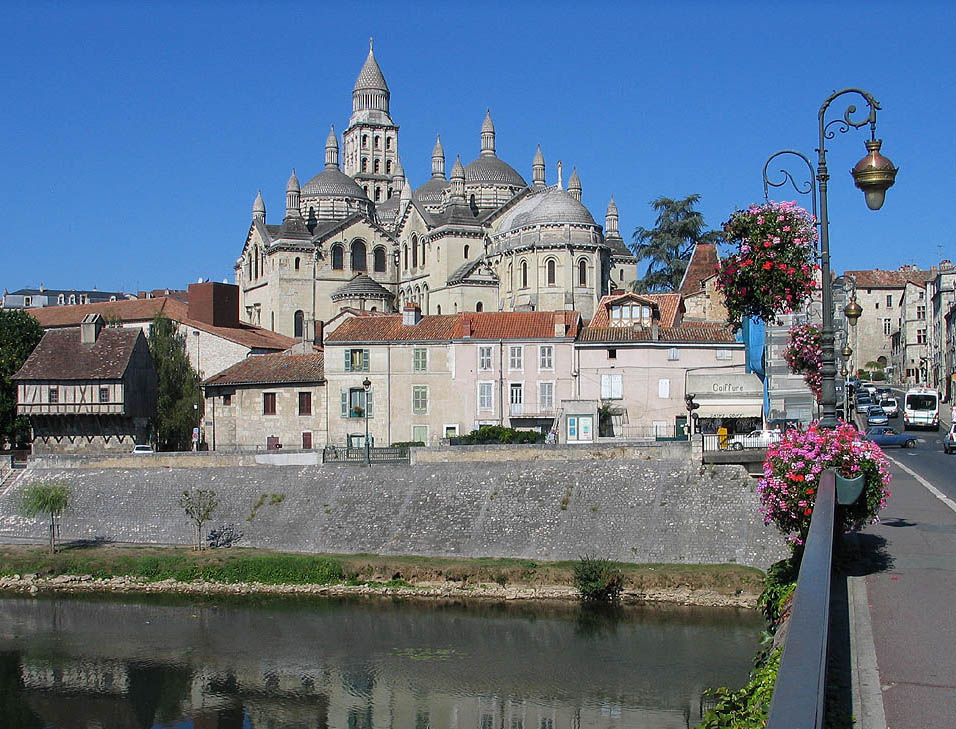
Die Isle an der Kathedrale Saint-Front in Périgueux

Die Landschaft des Périgord central besteht aus von Kalken aufgebauten Hügelzügen, die durch die Talungen der Isle, der Beauronne, der Loue und des Vern unterbrochen werden. Die Wiesen in den Talniederungen wechseln mit vorwiegend von Kastanien, Eichen und Kiefern bestandenen Wäldern ab.
Hauptfluss im Périgord central ist die in etwa mittig von Nordost nach Südwest fließende Isle, an der auch Périgueux – die Hauptstadt des Départements Dordogne – liegt. Nebenflüsse der Isle sind linksseitig Auvézère und rechtsseitig Beauronne. Den äußersten Norden des Périgord central durchzieht die aus dem Nordosten kommende Dronne in südsüdwestlicher bis südwestlicher Richtung. Ihr linksseitiger Nebenfluss ist die Côle, die kurz vor Brantôme in sie mündet. Der Vern entwässert den Süden der Landschaft in westlicher Richtung und mündet als linker Nebenfluss ebenfalls in die Isle.

## Geologie

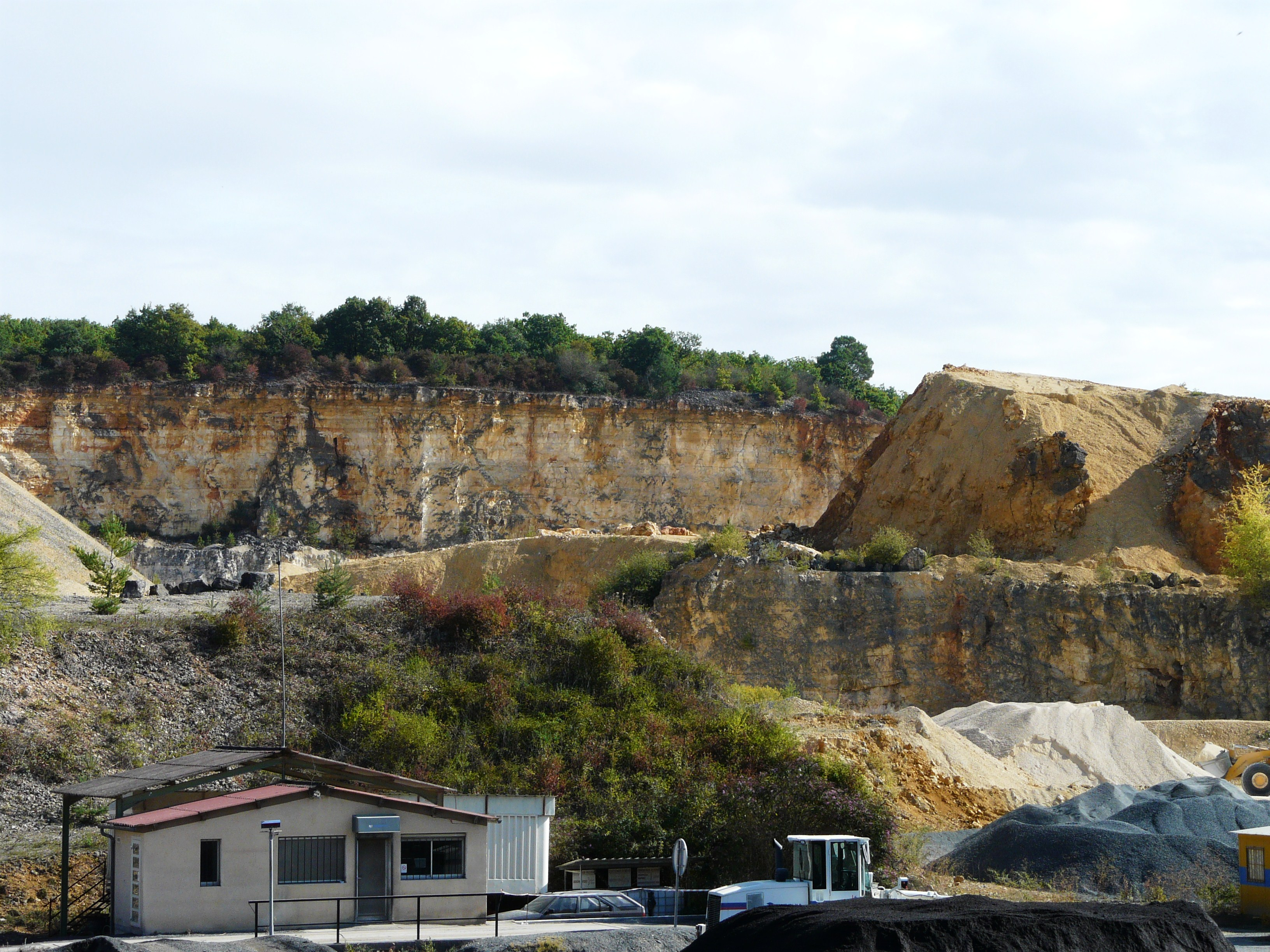
Der Kalksteinbruch von Savignac-les-Églises mit flach liegenden, rund 165 Millionen Jahre alten Schichten des Bathoniums (Dogger)

Der Périgord central wird mit Ausnahme des Pays d’Ans und des Pays d’Hautefort von flach nach Südwesten einfallenden, gut 600 Meter mächtigen Sedimenten des Aquitanischen Beckens aufgebaut – Jura, Oberkreide und kontinentales Tertiär. Der Einfallswinkel ist geringer als 10°, wobei die Sedimentabfolge schwach monoklinal in Richtung Beckeninneres geneigt ist.
Kurz vor Hautefort erscheinen bereits Perm und Trias des Briver Beckens und nordwestlich von Terrasson-Lavilledieu der Horst von Châtres – ein Aufbruch des variszischen Grundgebirges mit Gesteinen der Thiviers-Payzac-Einheit.

### Sedimentfolge
Der bis zu 180 Meter mächtige Jura führt die Stufen Lias und Dogger. Er ist aufgeschlossen im Nordosten des Périgord central in der Umgebung von Savignac-les-Églises (südlich von Excideuil und Thiviers), wird jedoch im restlichen Périgord central von Schichten der Oberkreide überdeckt. Seine Südgrenze gegenüber der Oberkreide wird von der Südost-streichenden Le Change-Störung festgelegt, entlang derer der Jura herausgehoben wurde. Die teils im Tertiär verkarstete Schichtenfolge der Oberkreide beginnt mit transgressivem Cenomanium und reicht bis ins kreidige Campanium hinauf. Das diskordant aufliegende kontinentale Tertiär kann dem Eozän und dem Oligozän zugeordnet werden.
Das Liasmeer transgrediert im Hettangium über das peneplanierte Zentralmassiv einschließlich des Briver Beckens. Der marine Einfluss ist anfangs nur wenig spürbar, da die Sande granitischer Zusammensetzung an Ort und Stelle wiederaufgearbeitet und abgelagert werden. Das obere Hettangium und das Sinemurium sind meist dolomitisch ausgebildet und deuten somit auf einen abgeschnürten Sedimentationsraum. Erst im Toarcium entstehen offen marine Bedingungen mit einheitlich pelagischen Mergeln.
Während des Doggers ist der Périgord central Teil einer epikontinentalen Schelfplattform, auf der Kalke zur Ablagerung kommen. Das Bajocium zeichnet sich durch Oolithkalke aus. Im Bathonium herrschen anfangs hochenergetische Bedingungen mit detritischer Sedimentation, die sich aber dann unter kontinentalem Einfluss wieder beruhigen. Diese beiden Pole wechseln mehrmals miteinander ab, um schließlich in ruhiger Sedimentation zu enden. Kleinere Riffe werden dann im Verlauf des Oxfordiums wieder abgetragen und eingeebnet.
Der Malm ist zwar nicht direkt anstehend, er ist aber vorhanden und wird nur vom transgressiven Cenomanium verdeckt.
Während der gesamten Unterkreide ist der Périgord central wieder aufgetaucht, wie auch die gesamte übrige nordaquitanische Plattform.
Die Oberkreide kann eine Gesamtmächtigkeit von bis zu 400 Meter erreichen. Das Cenomanium führt detritische Sedimente, die auf einen nahegelegenen Kontinentalbereich hinweisen. Im Unterturon installieren sich erneut offen marine Verhältnisse, die jedoch bereits im Oberturon wieder einer Regression Platz machen. Es kommt jedoch zu einem deutlichen Anstieg der Wassertemperaturen, wodurch sich Rudistenkolonien auf einer Internplattform ansiedeln können. Nach einem Sedimentationsstillstand am Ende des Turons erfolgt ein neuer Meeresvorstoß mit relativ geringer Wassertiefe im Coniacium. Im anschließenden Santonium erweitert sich der Zugang zum offenen Meer, erkennbar an der Gegenwart von Cephalopoden und pelagischen Foraminiferen. Im Campanium erreicht das Meer dann seinen Höchststand mit charakteristischer Kreidesedimentation. Gegen Ende der Oberkreide zieht sich der Atlantik definitiv aus dem Périgord central zurück.
Das bis zu 40 Meter mächtige kontinentale Tertiär reicht vom Ypresium bis ins Oligozän. Es besteht im Wesentlichen aus tonhaltigen Sanden, in die Schotterlagen und Gerölle, aber auch grüne, kaolinreiche Tonflatschen und Lignite (im Liegenden) eingeschaltet sind. Diese auch als Sidérolithique oder Sables du Périgord bezeichneten Sedimente wurden in einem innerkontinentalen Delta unter warm-humiden Bedingungen abgesetzt. Das Ypresium hat sich dabei in das Obercampan eingegraben und wird seinerseits vom Lutetium diskordant überdeckt.
Im Tal der Dronne und des Isle können insgesamt bis zu 9 Terrassen ausgeschieden werden, die während des Quartärs (Altpleistozän bis rezent) im Verlaufe der letzten Eiszeiten angelegt wurden. Die ältesten Terrassen nehmen beispielsweise am Isle eine beeindruckende Höhe von 80 bis 100 Meter gegenüber dem jetzigen Fluss ein.

### Tektonik
Zur bereits angesprochenen monoklinalen Strukturierung der Sedimentfolge gesellen sich drei Antiklinalstrukturen, das Südost-streichende Périgueux-Antiklinal sowie mit gleicher Orientierung das Brantôme-Antiklinal. Das kleine Bussac-Antiklinal streicht N 170 und wird von einer parallel laufenden Störung flankiert. Die Struktur bei Brantôme ist offensichtlich eine Verlängerung der Mareuil-Antiklinale und das Périgueux-Antiklinal wahrscheinlich eine Fortsetzung der La-Tour-Blanche-Antiklinale. Die Strukturen wurden bereits im Verlauf der Oberkreide angelegt, erhielten aber wohl ihre endgültige Ausgestaltung im Mitteleozän durch die Fernwirkungen der Pyrenäenorogenese.

## Geschichte

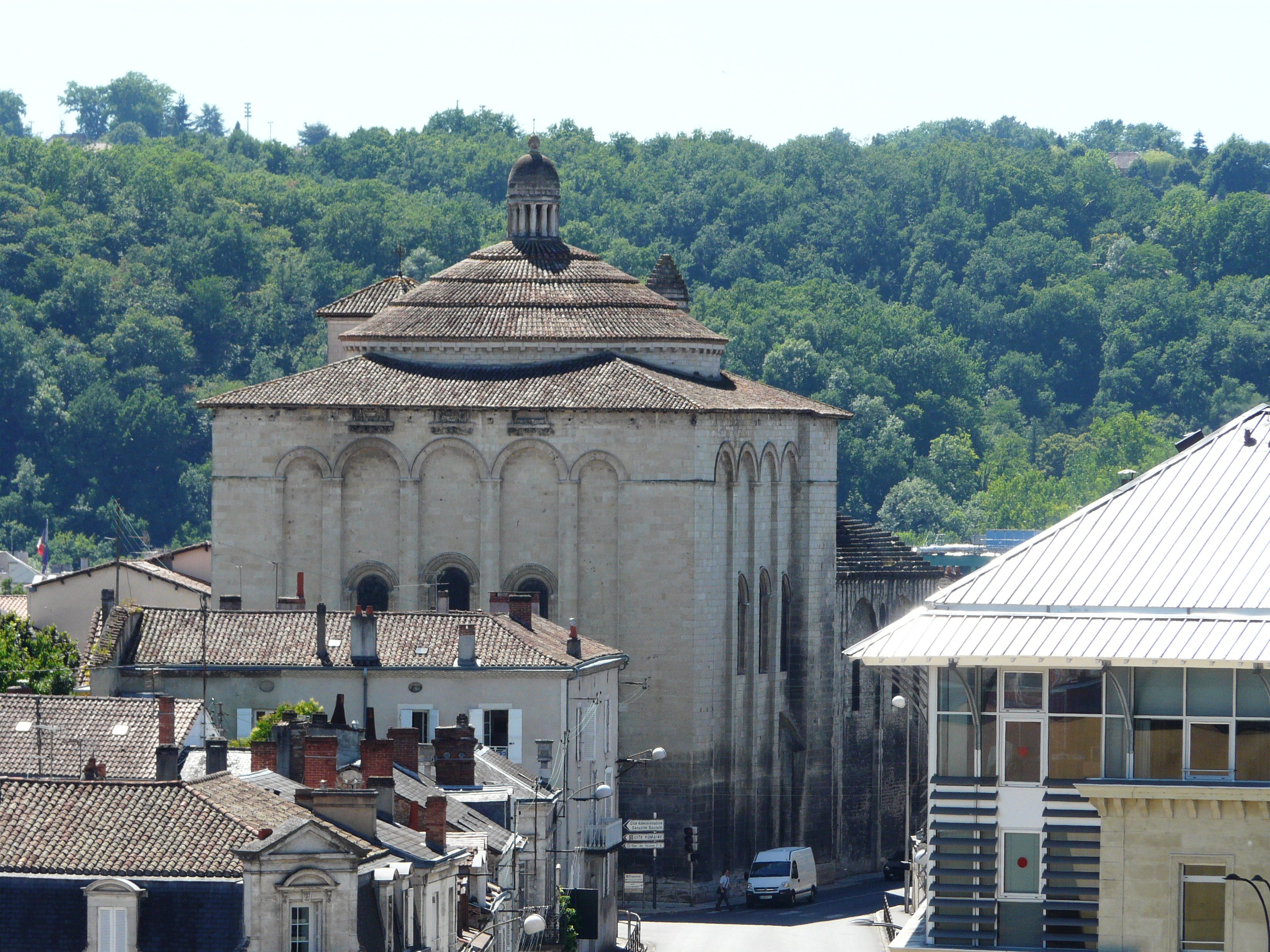
Die einstige Kathedrale Saint Étienne-de-la-Cité

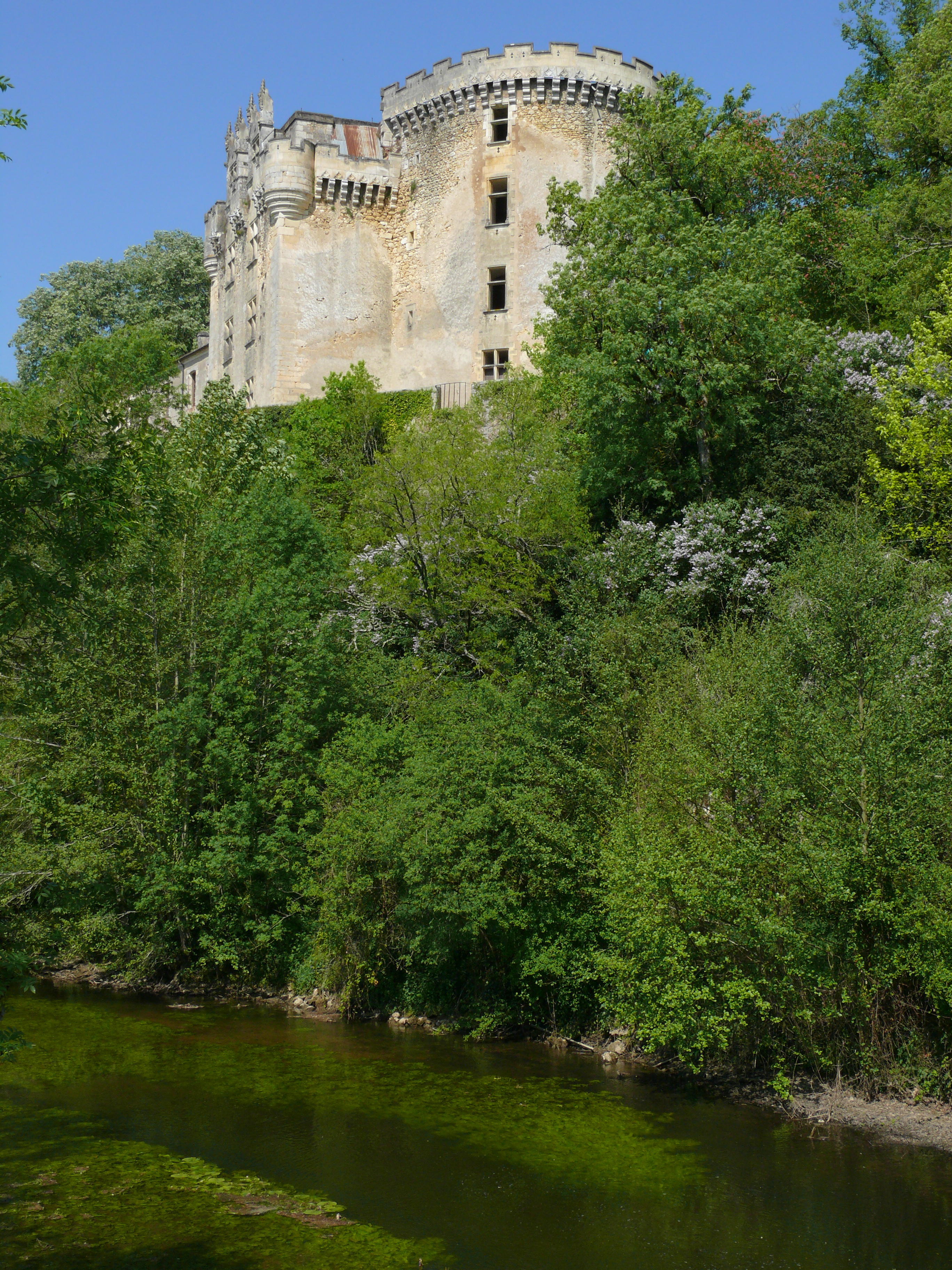
Das oberhalb der Côle gelegene Château de Lasfond in La Chapelle-Faucher

Der Périgord central hat eine sehr abwechslungsreiche Geschichte. Seine Frühgeschichte ist zwar nicht so spektakulär wie im benachbarten Périgord noir, dennoch sind auch hier viele Fundstätten bekannt (Höhlen, Abris und vor allem Siedlungsplätze im Freien), wie beispielsweise die Höhle von Villars, der Abri von Raymonden bei Chancelade, Croix du Duc und Gour de l’Arche bei Périgueux, Les Rebières südlich von Brantôme und Pont d’Ambon bei Bourdeilles. Zeitlich reichen die Funde vom Acheuléen bis ins Sauveterrien.
Aus der Megalithzeit sind nur einige wenige und meist recht dürftig erhaltene Dolmen und Menhire vorhanden. Nennenswert sind das Dolmen Peyrelevade bei Brantôme, das Dolmen Pierre Rouille bei Valeuil sowie Dolmen- und Menhirreste bei Condat-sur-Trincou. Das Dolmen Peyre-Brune bei Saint-Aquilin lieferte lithische Artefakte und Keramikreste, die der Artensac-Kultur zugeordnet werden können.
Périgueux war von dem gallischen Stamm der Petrocorier gegründet worden. Unter den Römern wuchs die Stadt nach der Eroberung Galliens dann ab 52 v. Chr. als Vesunna zu einem bedeutenden Zentrum heran mit Festungsturm, eigener Arena, Wasserzufuhr und Stadtmauer.
Während der Völkerwanderung wurde Périgueux im Jahr 410 n. Chr. von den Westgoten geplündert. Ab Ende des 5. Jahrhunderts herrschten die Franken im Périgord central. Unter den Merowingern kam es zu zahllosen Querelen und so wurde die Region im Jahr 766 von Pippin dem Kurzen terrorisiert, welcher sich mit dem Herzog von Aquitanien Waifar im Streit befand. Im Jahr 840 und 865 fielen die Normannen über die Isle in die Provinz ein und plünderten und brandschatzten mehrmals Périgueux.
Aus dem Mittelalter sind zahlreiche Kulturdenkmäler wie Burgen, Schlösser und Sakralbauten im Périgord central erhalten geblieben. Einige Beispiele seien hier aufgelistet:
- Kathedrale von Périgueux
- Abtei Chancelade
- Abtei Saint-Pierre-de-Brantôme
- Abtei Saint-Pierre-ès-Liens
- Burg Ajat
- Château d’Essendiéras
- Schloss Excideuil
- Schloss Badefols-d’Ans
- Château de Caussade
- Château de Lasfond (Gemeinde La Chapelle-Faucher)
- Schloss Hautefort
- Wasserschloss Rognac
- Schloss Les Bories
- Château du Lieu-Dieu
- Priorat Merlande

Während des Hundertjährigen Krieges (1337 bis 1453) war der Périgord central französisches Territorium und Périgueux eine bedeutende Garnisonsstadt, die aber dennoch 1360 und 1363 von den Engländern erobert wurde. Die Grenze zum englischen Territorium verlief weiter südlich in etwa entlang der Dordogne. Durch den Krieg und die Pest kam es in der Mitte des 14. Jahrhunderts zu einem starken Bevölkerungsrückgang. Die Hugenottenkriege (1562 bis 1598) trafen die Region sehr schwer, wobei Périgueux 1575 von den Hugenotten eingenommen und die romanische Kirche Saint-Étienne-de-la-Cité 1577 stark zerstört wurde. Fähige Kaufleute und Handwerker hatten sich mehrheitlich der Reformation angeschlossen und verließen nach Ende der Wirren das Land. Unruhige Zeiten überkamen den Périgord central auch im 17. Jahrhundert im Verlauf der Rebellion der Croquants und während der Fronde.

## Wirtschaft
Neben dem teils industriell ausgerichteten städtischen Ballungszentrum von Périgueux wird der Périgord central nach wie vor von der Landwirtschaft und ihren Erzeugnissen beherrscht. Insbesondere erwähnenswert sind schwarze Trüffel, Steinpilze, Foie gras, Walnüsse und Walnussöl, Esskastanien und Erdbeeren. Vormals wurden auch noch Tabak und Mais in großem Umfang angebaut.
Von großer Bedeutung ist der Tourismus während des Sommerhalbjahres.

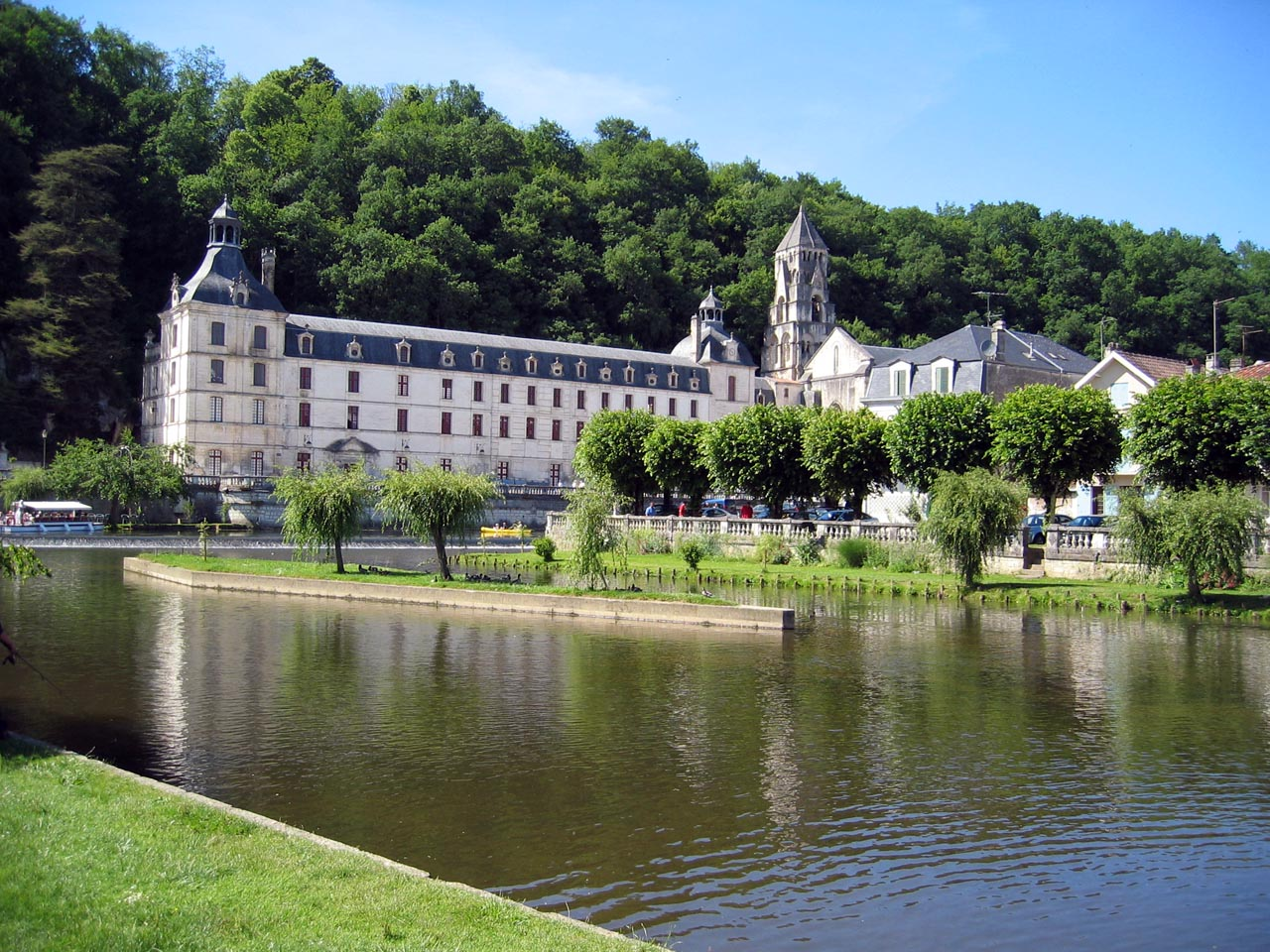
Die Abtei von Brantôme an der Dronne
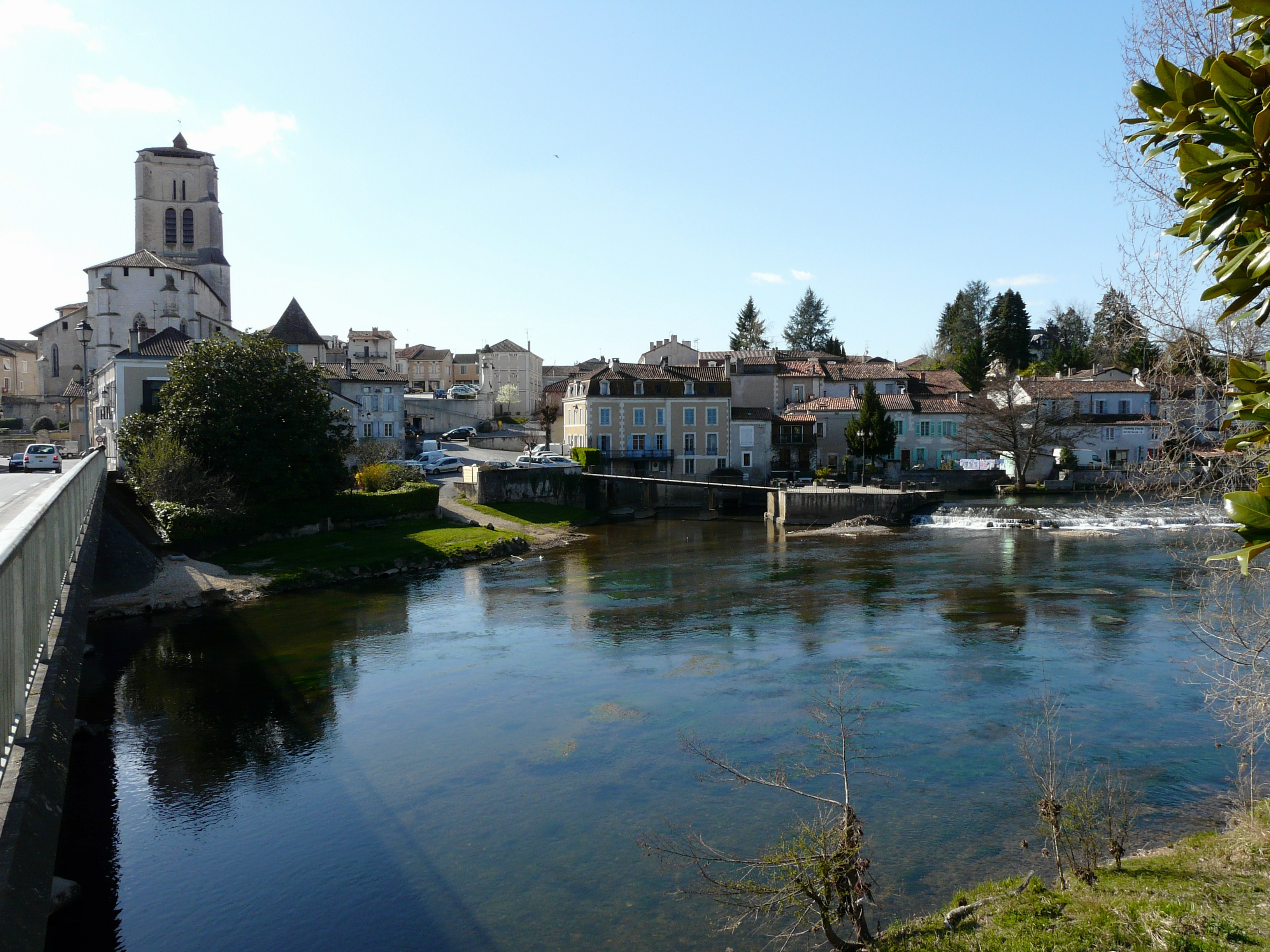
Saint-Astier an der Isle
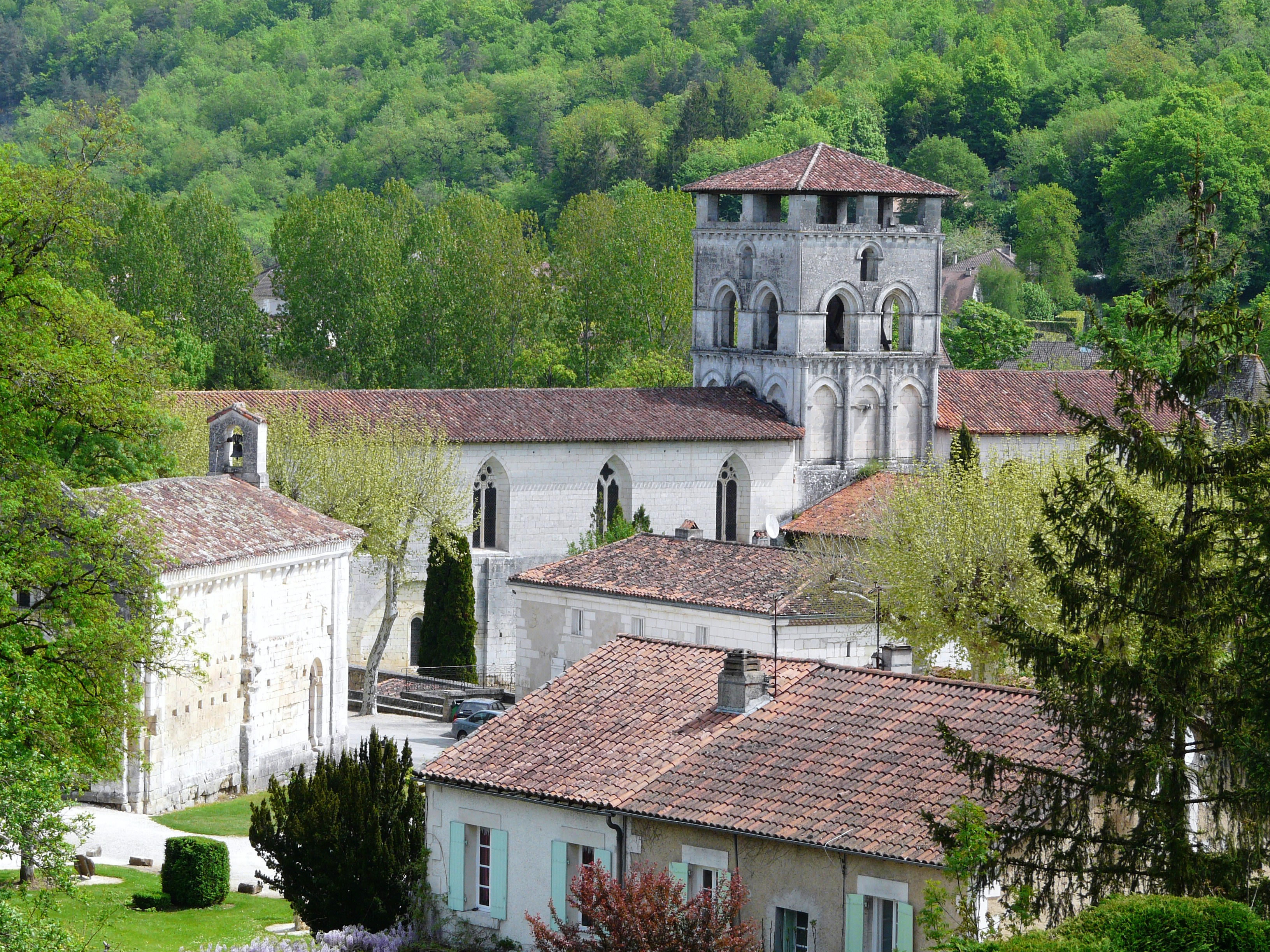
Abtei Chancelade
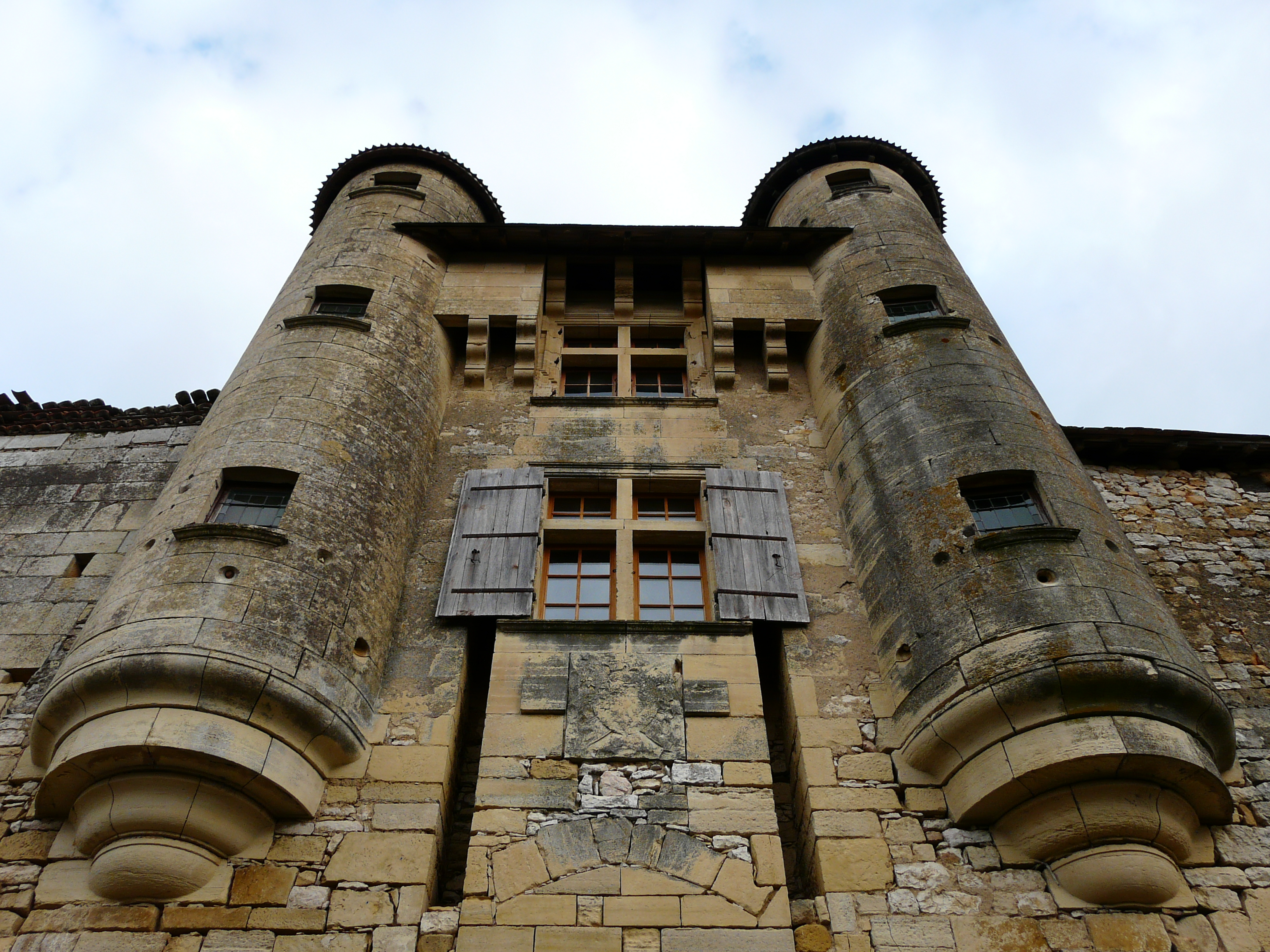
Eingang zum Schloss Excideuil
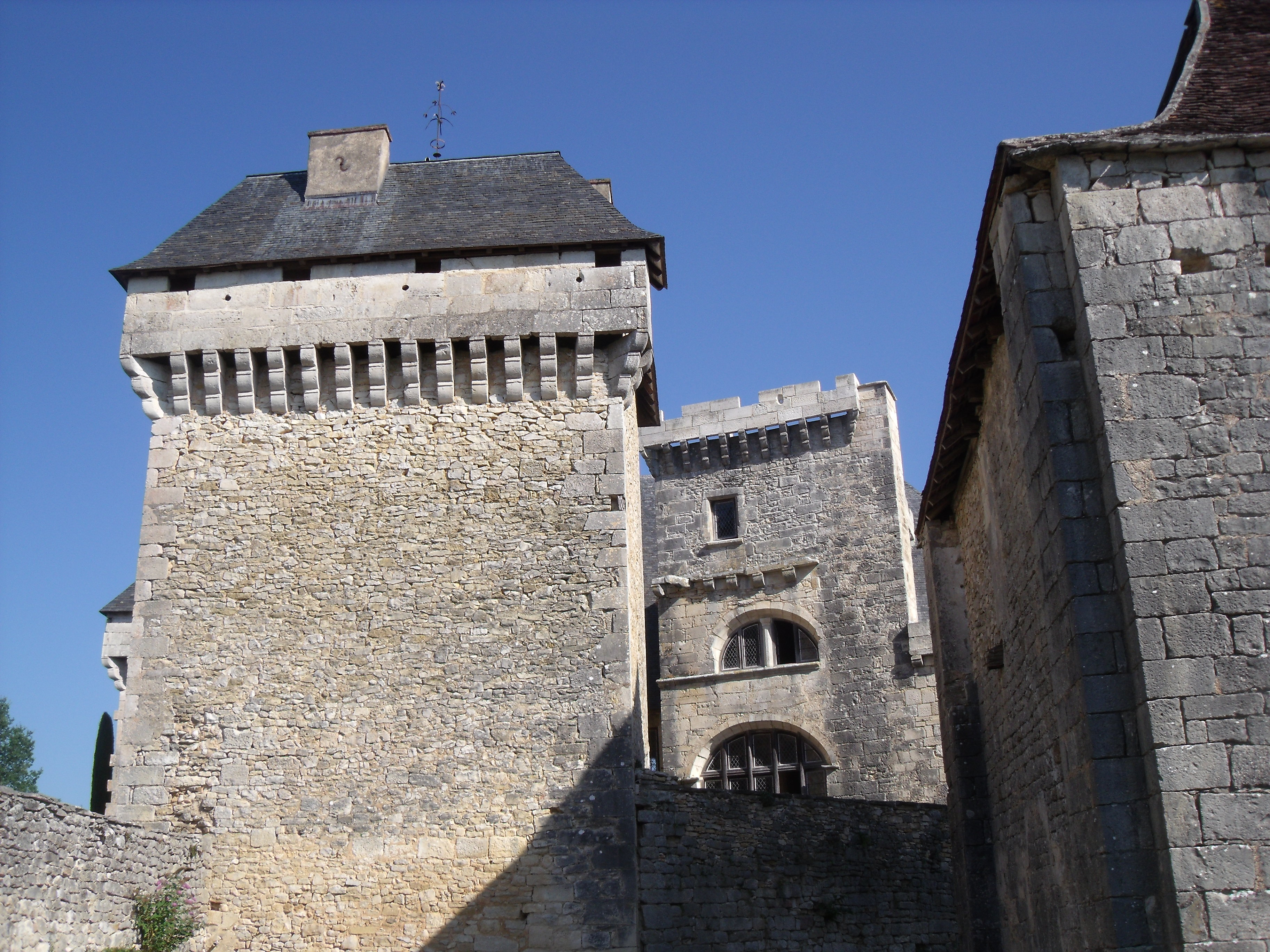
Burg Ajat
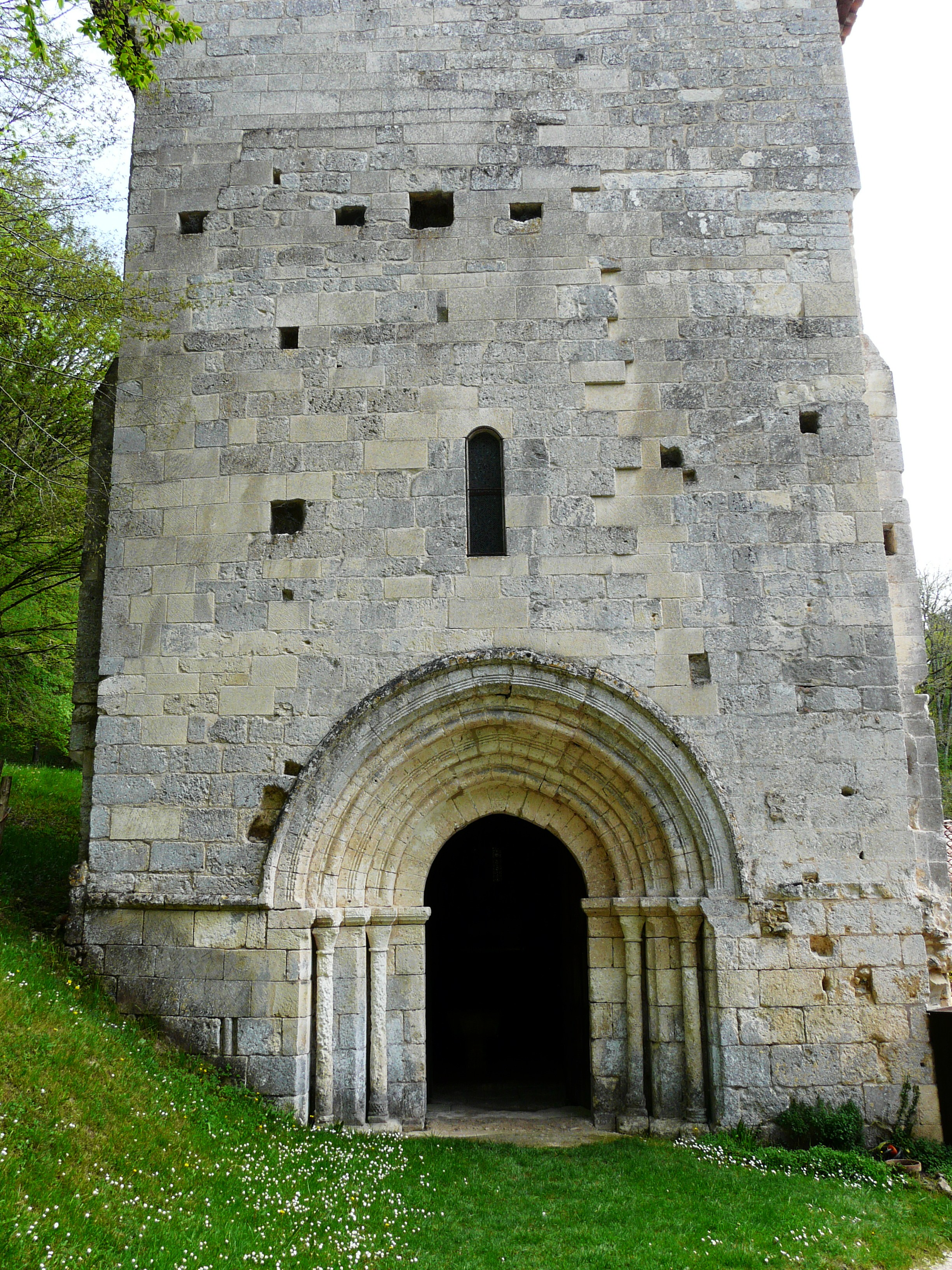
Westfassade des Priorats Merlande
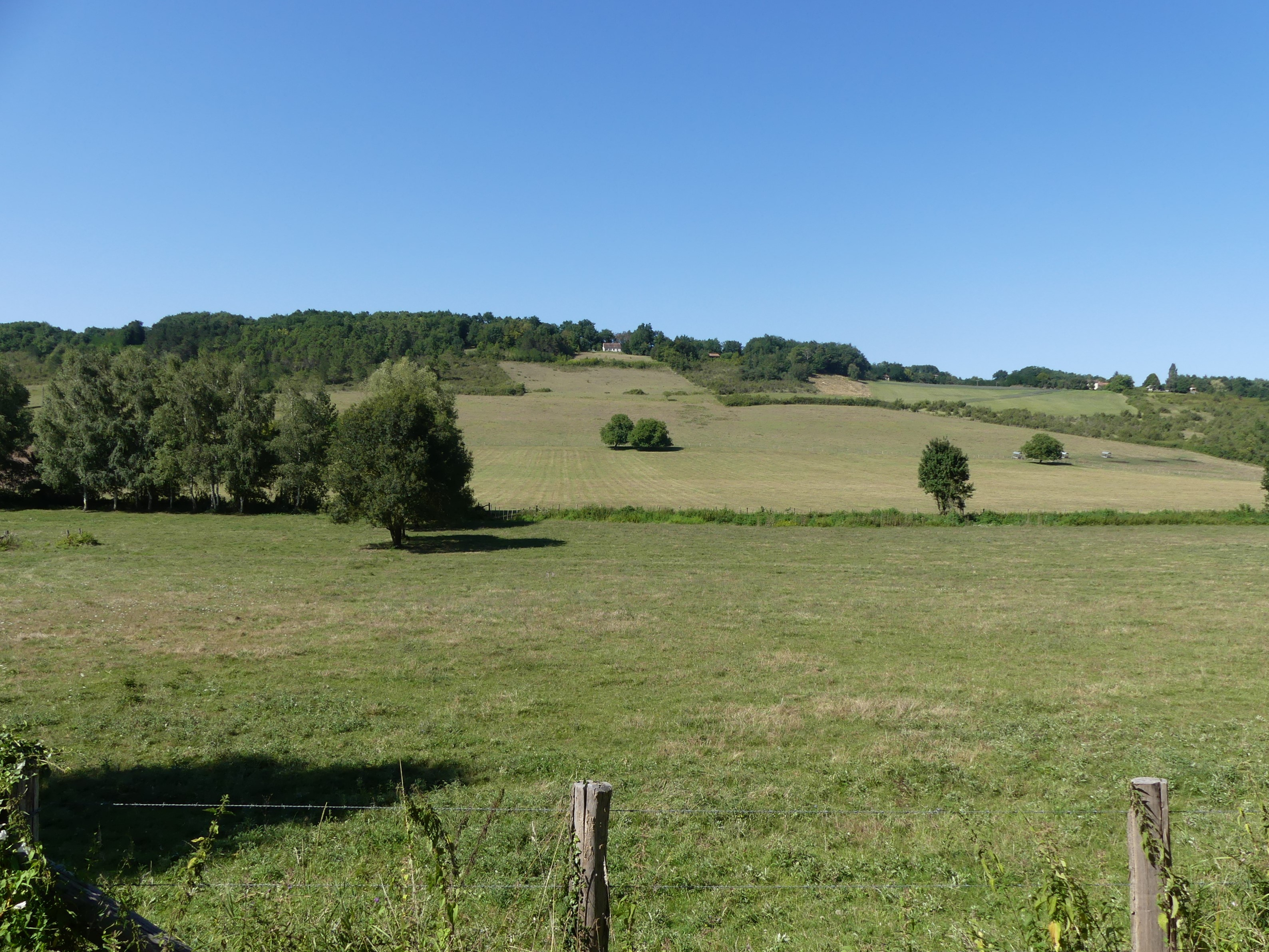
Das Tal des Vern bei Pont-Romieux
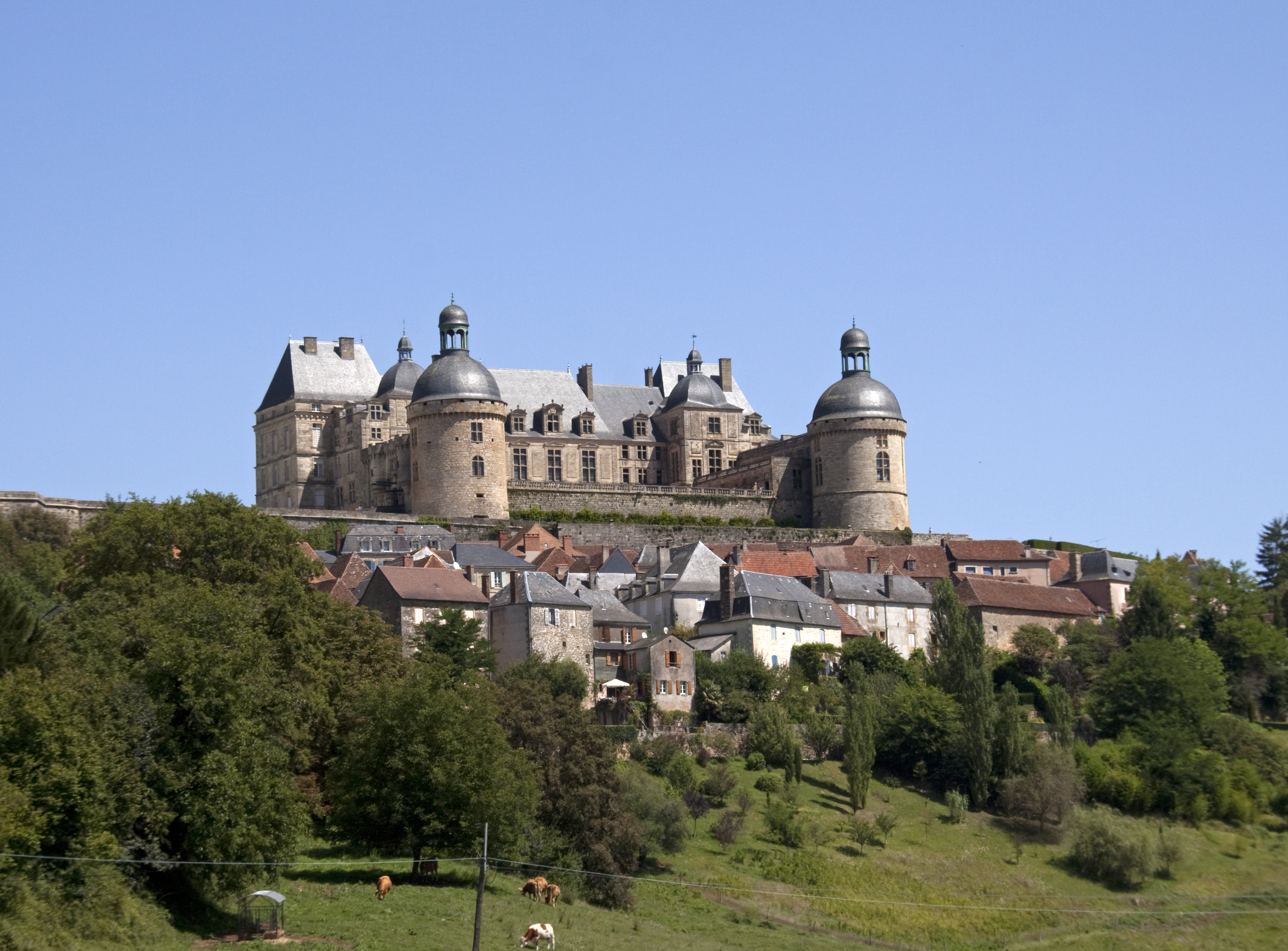
Das Schloss Hautefort